# Lumea de Dincolo
Lumea de dincolo este o regiune în religie și mitologie despre care se crede că se găsește sub suprafața pământului. Poate fi un loc în care sufletul celui mort ajunge și poate fi identificat cu Iadul, tărâmul morții.
| Mitologia                                                                  | Denumirea lumii subterane                                                                            | Conducători ai lumii subterane |
| -------------------------------------------------------------------------- | --- | --- |
| Mitologie aborigenă australiană                                            | | Baiame (Kamilaroi), Eingana |
| Mitologie akkadiană                                                        | | Allu, Anu, Anunnaku, Ereshkigal, Etemmu, Gallu, Humbaba, Mamitu, Nergal, Utnapishtim |
| Mitologie albaneză                                                         | | E Bukura e Dheut |
| Mitologie altaică                                                          | Yerlik (vezi Erlik)                                                                                  | |
| Mitologie armeană                                                          | | Spandaramat |
| Mitologie aztecă                                                           | Mictlan                                                                                              | Mictlantecuhtli, Mictecacihuatl, Chalmecacihuilt, Chalmecatl |
| Mitologie babiloniană                                                      | Arallu                                                                                               | Erra, Nergal, Ninlil, Sursunabu, Ur-shanabi, Utnapishtim |
| Mitologie Bali                                                             | | Batara Kala, Setesuyara |
| Mitologie Bon                                                              | | gNyan |
| Mitologie budistă                                                          | Naraka (sau Niraya)                                                                                  | Yama, Emma-O-, Yanluo |
| Mitologie canaanită                                                        | | Mot |
| Mitologie celtică                                                          | Annwn, Mag Mell                                                                                      | Aed, Arawn, Cwn Annwn, Donn, Gwyn ap Nudd, Manannán mac Lir, Pwyll |
| Mitologie chineză                                                          | Yum gan (陰間) este o lume subterană nu atât de negativă ca Diyu                                     | Gui, Yanluo |
| Mitologie coreană                                                          | "Ji-Ok" 지옥 地獄                                                                                    | |
| Mitologie creștină                                                         | Sheol/Hadēs, Gehenna/Tártaros (Iad), Abaddon, Limbo, Purgatoriu                                      | Satan |
| Mitologie egipteană                                                        | Aaru, Duat, Neter-khertet, Amenti                                                                    | Aken, Aker (strict doar păzitorul porții), Am-heh, Amunet, Ammit, Andjety, Anubis, Apep, Apis, Astennu, Ha, Imiut (numai dacă Imiut era considerat zeu), Isis, Mehen, Naunet, Nehebkau, Nephthys, Nun, Nut, Osiris, Ptah, Seker, Thoth |
| Mitologie elamită                                                          | | Jabru |
| Mitologie estoniană                                                        | Toonela                                                                                              | Vanapagan |
| Mitologie etruscă                                                          | | Charun, Culsu, Februus, Mania, Mantus, Nethuns, Tuchulcha, Vanth |
| Mitologie feniciană                                                        | | Horon |
| Mitologie filipineză (Vezi mitologia creștină pentru mai multe informații) | Kasanaan, Impiyerno                                                                                  | ""Bathala", Demonyo Demon, Lucifer, Dyablo Diablo, Satan, Diyos Dumnezeu |
| Mitologie finlandeză                                                       | Tuonela                                                                                              | Kalma, Kipu-Tyttö, Kivutar, Lovitar, Surma, Tuonen akka, Tuonetar, Tuoni, Vammatar |
| Mitologie greacă                                                           | Elysium, Asphodel Meadows, Hades, Tartaros                                                           | Cerberus, Charon, Hadēs, Keres, Persephone, Thánatos, Tartaros |
| Mitologie georgiană                                                        | | sasuleti |
| Mitologie Haida                                                            | | Ta'xet, Tia |
| Hinduism                                                                   | Naraka, Yamaloka, Patala                                                                             | Yamaraja |
| Mitologie Hopi                                                             | | Kachina |
| Mitologie Ibo                                                              | | Ala |
| Mitologie incașă                                                           | Uku Pacha                                                                                            | Supay, Vichama |
| Mitologie indoneziană                                                      | | Dewi Shri, Ndara |
| Mitologie Inuit                                                            | Adlivun                                                                                              | Pana, Sedna |
| Mitologie islamică                                                         | Jahannam, Naar, Jannah, Barzakh, Araf                                                                | Șeitan (arabă: شيطان) |
| Mitologie iudaică                                                          | Sheol, Gehenna                                                                                       | |
| Mitologie Jain                                                             | Naraka, Adho Loka                                                                                    | |
| Mitologie japoneză                                                         | Yomi, Jigoku                                                                                         | Hisa-Me, Hotoke, Ika-Zuchi-no-Kami, Jikininki, Shiko-Me, Shiti Dama, Shi-Ryo, Yama |
| Mitologie kassită                                                          | | Dur |
| Mitologie Khmer                                                            | | Preas Eyssaur |
| Mitologie letonă                                                           | Aizsaule                                                                                             | Veli, Velu mate, Zemes mate |
| Mitologie levantină                                                        | | Mot |
| Mitologie Lunda                                                            | | Kalunga |
| Mitologie maghiară                                                         | Alvilág                                                                                              | |
| Mitologie maiașă                                                           | Metnal, Xibalba                                                                                      | Xibalba |
| Mitologie Maori                                                            | Hawaiki                                                                                              | Kewa |
| Mitologie Mapuche                                                          | Pellumawida, Degin, Wenuleufu, Ngullchenmaiwe                                                        | |
| Mitologie melaneziană (include mitologia Fiji)                             | Bulu, Burotu, Murimuria, Nabangatai, Tuma                                                            | Degei, Ratumaibulu, Samulayo |
| Mitologie Narragansett                                                     | | Chepi |
| Mitologie Navajo                                                           | | Estanatelhi |
| Mitologie Niquiran                                                         | | Mictanteot |
| Mitologie nordică                                                          | Gimlé, Hel, Niflheim, Vingólf                                                                        | Garmr, Hel, Ran |
| Mitologie Oromo                                                            | Ekera                                                                                                | Kiavari |
| Mitologie persană                                                          | | Angra Mainyu, Azhi Dahaka, Peri |
| Mitologie Phrygiană                                                        | | Men |
| Mitologie polineziană                                                      | Avaiki, Bulotu, Iva, Lua-o-Milu, Nga- Atua, Pulotu, Rangi Tuarea, Te Toi-o-nga-Ranga, Uranga-o-Te-Ra | Hikuleo, Hina, Hine-nui-te-Po, Kanaloa, Kiho-tumu, Makea Tutara, Mahiuki, Mahu-ike, Marama Mauri, Merau, Milu, Miru, Rimu, Rohe, Whiro                                                                                                 |
| Mitologie prusiană                                                         | | Picullus |
| Mitologie Pueblo                                                           | Shipap                                                                                               | Iyatiku |
| Mitologie romană                                                           | Inferno, Avernus, Orcus/Hadēs, Pluto                                                                 | Cerberus, Dea Tacita, Dis Pater, Egestes, Fames, Inferi Dii, Larenta, Letum, Libitina, Mors, Orcus, Pluto, Proserpina, Viduus |
| Mitologie română                                                           | Iad                                                                                                  | Diavol, Satana, Necuratul, Scaraoschi |
| Mitologie rusă                                                             | | Dyavol, Satanaya |
| Mitologie Saami                                                            | | Yambe-akka |
| Mitologie Salish                                                           | | Amotken |
| Mitologie siberiană                                                        | | |
| Mitologie slavică                                                          | Podsvetie, Peklo, Nava                                                                               | Crnobog, Flins, Marzana, Nyia |
| Mitologie siriană                                                          | | Reshep |
| Mitologie sumeriană                                                        | Arallu, Dilmun, Kur, Irkalla                                                                         | Edimmu, Ekimmu, Endukugga, Enmesarra, Ereshkigal, Gidim, Gula, Irkalla, Kur, Namtar, Nergal, Neti, Nindukugga, Ninlil, Urshanabi, Ziusudra                                                                                             |
| Mitologie tamilă                                                           | | Cur (zeu) |
| Mitologie tracă                                                            | | Heros |
| Mitologie turcă                                                            | | Erlik |
| Vodou                                                                      | Guinee                                                                                               | Baron Cimetière, Baron La Croix, Baron Samedi, Ghede, Maman Brigitte, Marassa Jumeaux |
| Mitologie Wagawaga                                                         | Hiyoyoa                                                                                              | Tumudurere |
| Mitologie Yoruba                                                           | Oya                                                                                                  | |
| Mitologie Yurak                                                            | Nga                                                                                                  | |
| Mitologie Zuni                                                             | Uhepono                                                                                              | |